# 畑中勇介
畑中 勇介（はたなか ゆうすけ、1985年6月21日 - ）は、東京都出身の元自転車プロロードレース選手。現在はキナンレーシングチームのコーチを務めている。
八王子周辺で育ち、早くから活躍していたことから「八王子のスーパースター」、「オレ八王子」などの愛称がある。自転車以外ではヨーヨーの名人という一面を持っている。妻はサイクルライフナビゲーターの絹代。

## 経歴
中学生時に本格的に自転車ロードレースに興味を持ち始める。この頃から当時第一線で活躍していた栗村修と出会い、「テニスは左右非対称のスポーツだから辞めろ」と言われテニス部を辞めるなど、強い影響を受けている。
昭和第一学園高等学校を経て、チームブリヂストン・アンカーのジュニアチームに加入。いきなりフランスで活動を始める。当初は経験不足から苦戦を強いられたが徐々に実力を開花させる。
2007年
- U-23日本選手権個人タイムトライアルで勝利
- U-23世界選手権でも完走を果たすなど一定の成果を出す。

2008年、スキル・シマノのトップチームに移籍する。
- 1月のジャラジャウ・マレーシア（UCI2.2）第7ステージでいきなり勝利。これはチームとしても2008年初勝利だった。*さらに7月のブリクシア・ツアー（UCI1.1）第1ステージbでチームタイムトライアルながら勝利。前のステージでチーム最先着だったことからリーダージャージも1日だけながら獲得した。

2010年
- ジャパンカップ3位
- 熊本国際ロード 2位
- ツール・ド・おきなわ 総合8位

2011年
- シマノ鈴鹿ロードレース 優勝
- ジャパンカップ 5位
- ツール・ド・北海道 総合9位
- ツール・ド・おきなわ 総合6位

2012年
- ツール・ド・台湾 総合9位
- ツアー・オブ・タイ 総合9位
- ジャパンカップサイクルロードレース 9位
- ツール・ド・おきなわ 2位

2015年
- TeamUKYOに加入

2017年
- 日本選手権ロードレース 優勝

2020年
- 6年間所属したTeamUKYOを退団

2021年
- キナンサイクリングチームに加入

2024年
- 10月18日の宇都宮ジャパンカップチームプレゼンテーションにおいて、今シーズンでの現役引退を口頭で発表[5]。